# SwingCompleto LLC
SwingCompleto (fundado en marzo del 2009, en La Habana, Cuba) es un sitio web de noticias que cubre el béisbol cubano y sus peloteros, con gran popularidad entre los seguidores del deporte nacional de Cuba y formador de periodistas y reporteros. 

## Historia
SwingCompleto fue fundado en marzo del 2009 por su actual CEO y dueño, el periodista Daniel de Malas, en el formato blog personal de deportes, con el afán de llevar a la internet y las redes sociales noticias y resultados de la pelota cubana.
En 2019 pasa a ser parte de una compañía de medios de comunicación llamada SwingCompleto LLC. Esta empresa está establecida en los Estados Unidos tiene propuestas en la mayoría de las plataformas más comunes de las redes sociales como parte de su crecimiento ininterrumpido, cubriendo de manera íntegra la actuación de los cubanos en las temporadas de Grandes Ligas, las Ligas Menores, Series del Caribe, Series Nacionales y otras ligas, invernales en su mayoría.
Según el periódico Diario Las Américas Swing Completo "se ha convertido en uno de los portales de noticias en español más visitados por los fanáticos de este deporte." en entrevista con Daniel de Malas.
En julio de 2022, un equipo de Swing Completo, liderado por su CEO Daniel de Malas, viajó a Cooperstown para convertirse en la primera compañía cubana en ser acreditada para asistir a una Ceremonia de Exaltación al Salón de la Fama del Béisbol. Para sus miembros, el momento resultó especial por tratarse de la exaltación de los cubanos Tony Oliva y el fallecido Orestes "Minnie" Miñoso, quienes se unieron a Bud Fowler, Gil Hodges, Buck O'Neill, Jim Kaat y David Ortiz en la clase de 2022.

## Equipo de trabajo
SwingCompleto, originalmente esfuerzo único de Daniel de Malas, ha sumado a un grupo importante de periodistas, editores, informáticos, peloteros y fotorreporteros en sus filas, de varias nacionalidades, que ha incluido a Juan Páez, Ariel de Malas, Diane Pedre, Boris Luis Cabrera, Reynaldo Cruz, José Alejandro Rodríguez Zas, Kiara González, Robiel Vega, Jerry Díaz, Diana Veliz, Gian Franco Alvariño, Yasel Porto, Ernesto Amaya, Aliet Arzola, Raúl del Pino, Rienier González Jr, Massiel Sánchez, Massiel Pérez, Alejandro Abadía, Lilidiana Cruz, Jhonah Díaz, Carlos Tabares, Odrisamer Despaigne, Yirsandy Rodríguez, Alexander García, Javier Rodríguez, Daniel Palacios, Ray Otero, Víctor Manuel Anaya, Jorge Morejón, Raidel Pedrera, Leonte Landino, Damian Lorenzo D’ Averhoff, Liván Fuentes, entre los más reconocidos. Hoy en día Guillermo Sánchez funge como Jefe Editorial de Swing Completo, acompañado de Mauricio Sánchez, Paola García, Victor Ceballos y Adrián Bonilla.

## Controversia
Una vez que el periodista Daniel de Malas abandonó Cuba, escapando de la censura del sistema cubano, los medios deportivos de la isla se dieron a la tarea de tratar de opacar el impacto mediático de SwingCompleto y crearon un programa de televisión con el mismo nombre, conducido por los mismos excompañeros de trabajo del CEO de la empresa, como se ha dado a conocer por diferentes medios y el propio Daniel de Malas comentó en entrevista con el portal Somos Más Cuba en febrero del 2016. 
El éxito de SwingCompleto ha continuado en ascenso año tras año, con aumento de su equipo, producción, alcance e importancia, dando al traste con el intento fallido de la Televisión Cubana.